# Slaget om Marianerna och Palau
Slaget om Marianerna och Palau, även känt som Operation Forager, var en offensiv som inleddes av amerikanska styrkor mot japanska styrkor i Marianerna och Palau i Stilla havet mellan juni och november 1944 under stillahavskriget. Den amerikanska offensiven, under övergripande befäl av Chester W. Nimitz, följde slaget om Gilbert- och Marshallöarna och var avsedd för att neutralisera japanska baser i centrala Stilla havet, understödja de allierades strävan att återta Filippinerna och ge underlag för strategiska bombningar mot Japan.
I början av offensiven genomförde styrkor ur amerikanska marinkåren och amerikanska armén understödda av amerikanska flottan, landstigningar på Saipan i juni 1944. Kejserliga japanska kombinerade flottan svarade med att samlade sig för att attackera amerikanska flottan som understödde landstigningarna. I det resulterande slaget om Filippinska sjön (den så kallade "Great Marianas Turkey Shoot") den 19-20 juni besegrades den japanska flottan med stora och oersättliga förluster av sina hangarfartygsbaserade och landbaserade flygplan. Endast ett fåtal av de 24 000 japanska försvararna på ön tillfångatogs. Ett stort antal lokala civila valde att kasta sig och sina barn från höga klippor än att tillfångatagas.
Därefter genomförde amerikanska styrkor landstigningar på Guam och Tinian i juli 1944. Efter hårda strider säkrades Saipan i juli och Guam och Tinian i augusti 1944. USA konstruerade sedan flygfält på Saipan och Tinian där B-29:or baserades för att bedriva strategiska bombningsuppdrag mot det japanska fastlandet fram till slutet av andra världskriget, inklusive de nukleära attackerna mot Hiroshima och Nagasaki.
Under tiden, för att säkra flanken för amerikanska trupper som förberedde sig för att attackera japanska styrkor i Filippinerna, landsteg amerikanska marinsoldater och armétrupper på öarna Peleliu och Angaur i Palau i september 1944. Efter tunga och intensiva strider på Peleliu säkrades ön till slut av amerikanska styrkor i november 1944.
Efter landstigningarna på Marinerna och Palau fortsatte de allierade styrkorna sitt ytterst framgångsrika fälttåg mot Japan genom att landstiga på Filippinerna i oktober 1944 och Vulkan- och Ryukyuöarna med början av januari 1945.

### Webbkällor
- Chen, C. Peter. ”The Marianas and the Great Turkey Shoot”. World War II Database. http://ww2db.com/battle_spec.php?battle_id=10. Läst 31 maj 2005.
- Dyer, George Carroll. ”The Amphibians Came to Conquer:  The Story of Admiral Richmond Kelly Turner”. United States Government Printing Office. http://www.ibiblio.org/hyperwar/USN/ACTC/index.html. Läst 20 oktober 2006.
- Breaching the Marianas: The Battle for Saipan (Marines in World War II Commemorative Series)
- Hoffman, Major Carl W., USMC (1950). ”Saipan: The Beginning of the End”. USMC Historical Monograph. Historical Branch, United States Marine Corps. http://www.ibiblio.org/hyperwar/USMC/USMC-M-Saipan/index.html. Läst 19 december 2005.
- Anderson, Charles R. (2003). Western Pacific. U.S. Army Campaigns of World War II. United States Army Center of Military History. CMH Pub 72-29. http://www.army.mil/cmh/brochures/westpac/westpac.htm. Läst 3 november 2004
- Lodge, Major O.R. USMC Historical Monograph: The Recapture of Guam, Historical Branch, United States Marine Corps, 1954.
- O'Brien, Cyril J. Liberation: Marines in the Recapture of Guam,  Marines in World War II Commemorative Series, Marine Corps Historical Center, United States Marine Corps, 1994.
- USCM Historical Monograph: The Seizure of Tinian
- Chen, C. Peter (2007). ”Palau Islands and Ulithi Islands Campaign”. World War II Database. http://ww2db.com/battle_spec.php?battle_id=77. Läst 19 oktober 2007.
- Gayle, BGen Gordon D. (1996). ”Bloody Beaches: The Marines at Peleliu”. Marines in World War II Commemorative Series. Marine Corps Historical Center. http://www.nps.gov/archive/wapa/indepth/extContent/usmc/pcn-190-003137-00/sec12.htm. Läst 19 december 2006.
- Hough, Frank O. (1950). ”The Assault on Peleliu (The Seizure of Peleliu)”. USMC Historical Monograph. Historical Branch, G-3 Division, Headquarters, U.S. Marine Corps. http://www.ibiblio.org/hyperwar/USMC/USMC-M-Peleliu/index.html. Läst 19 december 2006.
- Smith, Robert Ross (1996). ”The Approach to the Philippines”. United States Army in World War II:  The War in the Pacific. United States Army Center of Military History. http://www.ibiblio.org/hyperwar/USA/USA-P-Approach/index.html. Läst 19 december 2006.